# Niviventer
A Niviventer az emlősök (Mammalia) osztályának a rágcsálók (Rodentia) rendjébe, ezen belül az egérfélék (Muridae) családjába tartozó nem.

## Rendszerezés
A nembe az alábbi 18 faj tartozik:
- Niviventer andersoni Thomas, 1911
- brahma sörtéspatkány (Niviventer brahma) Thomas, 1914
- Niviventer cameroni Chasen, 1940
- Niviventer confucianus Milne-Edwards, 1871
- tajvani sörtéspatkány (Niviventer coninga) Swinhoe, 1864 - szinonimáája: Niviventer coxingi
- Niviventer cremoriventer Miller, 1900
- Niviventer culturatus Thomas, 1917
- Niviventer eha Wroughton, 1916
- Niviventer excelsior Thomas, 1911
- Niviventer fraternus Robinson & Kloss, 1916
- Niviventer fulvescens Gray, 1847
- Niviventer hinpoon J. T. Marshall, Jr., 1976
- Niviventer langbianis Robinson & Kloss, 1922
- Niviventer lepturus Jentink, 1879
- Niviventer lotipes (G. M. Allen, 1926) - korábban azonosnak tartották a Niviventer tenaster-rel
- Niviventer niviventer Hodgson, 1836 - típusfaj
- Niviventer rapit Bonhote, 1903
- Niviventer tenaster Thomas, 1916